# Llengües txadianes occidentals
Les llengües txadianes occidentals són una branca de les llengües txadianes parlades per la zona de Nigèria per uns 27 milions d'habitants. En molts casos no està clara la classificació en idiomes i fins a quin punt dos parlars serien la mateixa llengua o idiomes diferents.
Els idiomes d'aquesta família es divideixen en dos grups:
- Al grup A es troben les llengües hausa (usat com a idioma de comunicació intergrupal a la regió), bole, tangale, angas i ron, amb les seves evolucions respectives.
- Al grup B hi les llengües bade-warji, zaar i guruntum que al seu torn es ramifiquen en diverses variants.